# Шодродинский сельсовет
Шодродинский сельсовет  — административно-территориальная единица и муниципальное образование со статусом сельского поселения в Ботлихском районе Дагестана Российской Федерации.
Административный центр — село Шодрода.

## Население
| 2002  | 2010  | 2012  | 2013  | 2014  | 2015  | 2016  |
| ----- | ----- | ----- | ----- | ----- | ----- | ----- |
| 1255  | ↘1115 | ↗1136 | ↗1141 | ↗1163 | ↗1193 | ↗1215 |
| 2017  | 2018  | 2019  | 2020  | 2021  | 2023  | 2024  |
| ↗1233 | ↗1267 | ↗1286 | ↗1307 | ↘1252 | ↗1272 | ↗1285 |

## Состав
| № | Населённый пункт | Тип населённого пункта       | Население |
| - | ---------------- | ---------------------------- | --------- |
| 1 | Анхвала          | село                         | ↘82       |
| 2 | Шодрода          | село, административный центр | ↗1170     |